# Бєлов Павло Олексійович
Павло Олексійович Бєлов (рос. Па́вел Алексе́евич Бело́в нар. 6 лютого (18 лютого) 1897 — пом. 3 грудня 1962) — радянський воєначальник, Герой Радянського Союзу (1944), генерал-полковник (1944).

## Біографія
Народився в Шуї — на той час в межах Владимирської губернії (зараз Івановська область РФ) в родині фабричного службовця. Працював табельником, телеграфістом на залізничній станції Іваново-Вознесенськ.
У 1916 році призваний в Російську армію, воював рядовим в ескадроні гусарського полку. У 1917 році навчався у Київській школі прапорщиків.
У Червоній Армії з 1918 року. З липня 1919 року брав участь у Громадянській війні.
З 1922 по 1926 рік — командир 81-го кавалерійського полку. В 1927 році закінчив курси удосконалення старшого командного складу, і у тому ж році призначений командиром окремого кавалерійського ескадрону. З 1930 року — помічник начальника відділу штабу Московського військового округу. З червня 1931 року призначений для особливих доручень при члені Реввійськраді СРСР С. М. Будьоному, із серпня 1932 року — помічник інспектора кавалерії РСЧА.
У 1933 році закінчив військову академію імені Фрунзе, після чого служив помічником командира, а потім командиром 7-ї самарської кавалерійської дивізії.
Брав участь у вторгненні СРСР до Польщі у 1939 році. З березня 1941 року — командир 2-го кавалерійського корпусу.
Із початком Німецько-радянської війни 2-й кавалерійський корпус Бєлова брав участь в боях на Південному фронті, у ході яких відступив від кордону до Києва, де корпус підпорядкувався Південно-західному фронту. Пізніше корпус був перекинутий на оборону Москви, де з листопада 1941 року вів вдалі оборонні бої, за що був удостоєний званням «гвардійський», після чого став 1-м гвардійським кавалерійським корпусом.
З червня 1942 року П. О. Бєлов призначений командуючим 61-ю армією на чолі якої відзначився у боях за Дніпро. В період з 26 вересня по 1 жовтня 1943 року частини і з'єднання 61-ї армії форсували Дніпро біля села Любеч і захопили плацдарм на його правому березі.
15 січня 1944 удостоєний звання Героя Радянського Союзу. 26 липня 1944 року отримав чергове військове звання генерал-полковник.
У післявійськові роки генерал-полковник П. О. Бєлов командував військами Донського військового округу (1945-46 роки), Північно-Кавказького військового округу (1946-48), Південно-Уральського військового округу (1948-55). В 1949 році закінчив Вищі академічні курси при вищій військовій академії імені Ворошилова.
З травня 1955 року П. О. Бєлов — голова ЦК ДТСААФ. Був депутатом Верховної ради СРСР 2-5 скликань (1946—1962).
Із 1960 року у відставці. Помер 3 грудня 1962 року. Похований на Новодівичому кладовищі у Москві.

## Вшанування

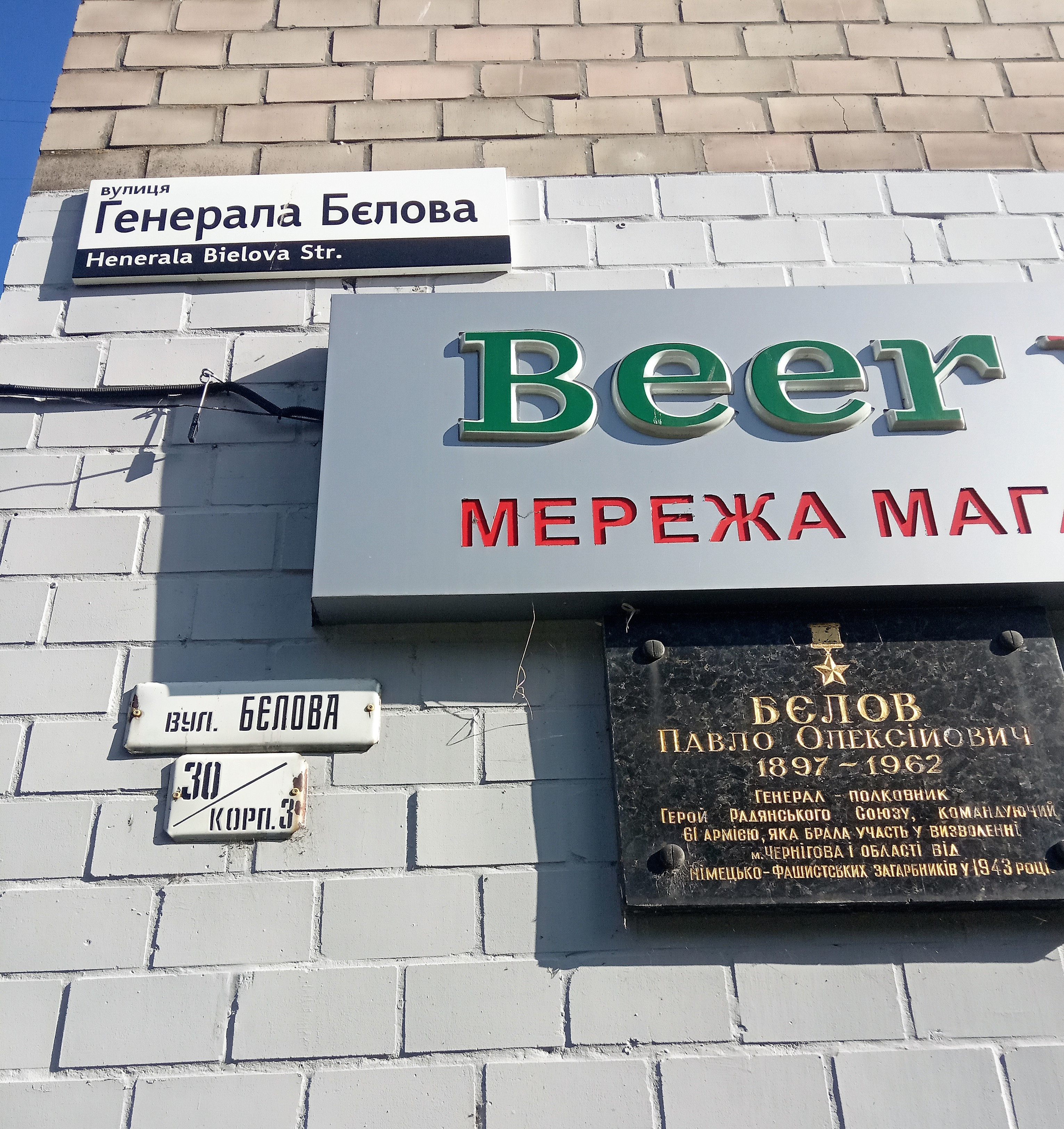
Вулиця Генерала Бєлова у Чернігові 2 серпня 2020 із табличкою Бєлову

Іменем генерала названі:
- Вулиця Генерала Бєлова в Чернігові
- Вулиця імені Бєлова в Пінську
- Вулиця Генерала Бєлова в Москві
- Вулиця Генерала Бєлова в Новомосковську. У грудні 2016 року в сквері на ній встановлений бюст П. О. Бєлова.
- Вулиця Генерала Бєлова в Іваново
- Вулиця Генерала Бєлова в Шуї
- Вулиця Генерала Бєлова у Валдаї
- Вулиця Генерала Бєлова в Каширі.

Ім'я П. О. Бєлова увіковічнено на меморіалі героїв-івановців в обласному центрі і на стелі шуян — Героїв Радянського Союзу, встановленій на військовому меморіалі на Троїцькому кладовищі.